# 1. korpus (Avstro-Ogrska)
1. korpus (izvirno nemško 1. Korps) je bil korpus avstro-ogrske skupne vojske, ki je bil aktiven med prvo svetovno vojno.

## Zgodovina
Ob pričetku prve svetovne vojne je bil korpus zadolžen za področje Zahodne Galicije, Šlezije in Severne Moravske. 
Naborni okraj korpusa je bil: Olomouc, Tarnów, Těšín, Opava in Wadowice.

## Organizacija
1905
- 5. pehotna divizija (Olmutz)

- 9. pehotna brigada

- 54. pehotni polk
- 93. pehotni polk
- 5. poljskolovski bataljon

- 10. pehotna brigada (Opava)

- 1. pehotni polk
- 18. pehotni polk
- 16. poljskolovski bataljon

- 12. pehotna divizija

- 23. pehotna brigada (Krakov)

- 13. pehotni polk
- 56. pehotni polk
- 13. poljskolovski bataljon

- 24. pehotna brigada (Krakov)

- 20. pehotni polk
- 57. pehotni polk
- 100. pehotni polk

- Krakovška konjeniška divizija

- 11. konjeniška brigada (Tarnow)

- 12. dragonski polk
- 2. ulanski polk

- 20. konjeniška brigada (Krakov)

- 3. dragonski polk
- 10. dragonski polk

- 1. poljskoartilerijska brigada (Krakov)

- 1. polk korpusne artilerije
- 1. polk divizijske artilerije
- 2. polk divizijske artilerije
- 3. polk divizijske artilerije

April 1914
- 5. pehotna divizija
- 12. pehotna divizija
- 7. konjeniška divizija
- 1. poljskoartilerijska brigada
- 2. trdnjavska artilerijska brigada
- 1. oskrbovalna divizija

## Poveljstvo
Poveljniki (Kommandanten)
- Eduard von Clam-Gallas: november 1849–junij 1854
- Eduard von und zu Liechtenstein: junij 1854–januar 1856
- Eduard von Clam-Gallas: januar 1856–julij 1866
- Leopold von Gondrecourt: julij–september 1866

- ukinjen: 1866–1883
- Ludwig zu Windisch-Graetz: januar 1883–september 1889
- Edmund von Krieghammer: september 1889–september 1893
- Alexander von Üxküll-Gyllenband: oktober 1894–december 1903
- Adolf Horsetzky von Hornthal: december 1903–april 1907
- Moritz von Steinsberg: april 1907–april 1910
- Josef von Weigl: april 1910–november 1911
- Eduard von Böhm-Ermolli: november 1911–julij 1914
- Karl von Kirchbach auf Lauterbach: julij 1914–maj 1915

- ukinjen: maj–junij 1915
- Karl von Kirchbach auf Lauterbach: junij 1915–september 1916
- Viktor von Scheuchenstuel: september 1916–marec 1917
- Alfred Krauss: marec 1917–maj 1918
- Ferdinand Kosak: maj–november 1918

Načelniki štaba (Stabchefs)
- Ludwig Giani: november 1849–junij 1854
- Julius Manger von Kirchsberg: junij 1854–september 1855
- Michael von Thom: september 1855–oktober 1859
- Eduard von Litzelhofen: oktober 1859–oktober 1862
- Gustav von Egkh und Hungersbach: oktober 1862–oktober 1863
- Eduard von Litzelhofen: oktober 1863–september 1866

- ukinjen: 1866–1883
- Viktor von Neuwirth: januar–april 1883
- Edmund Hoffmeister: april 1883–april 1890
- Artur D'Elvert: april 1890–oktober 1894
- Karl Fanta: oktober 1894–julij 1900
- Andreas Fail-Griessler: julij 19000–april 1906
- Theodor Gabriel: april 1906–oktober 1909
- Alfred Kochanowski von Korwinau: oktober 1909–april 1914
- Ferdinand Demus: april 1914–september 1916
- Ludwig Sündermann: september 1916–januar 1917
- Eduard Primavesi: januar 1917–maj 1918
- Rudolf Kundmann: maj–avgust 1918
- Karl Plachota: avgust–november 1918